# Shirley MacLaine
Shirley MacLaine (eredeti neve: Shirley MacLean Beaty) (Richmond, Virginia, 1934. április 24. –) Oscar-díjas, Golden Globe-díjas, Emmy-díjas és BAFTA-díjas amerikai színésznő, író. Öccse Warren Beatty.

## Élete és pályafutása

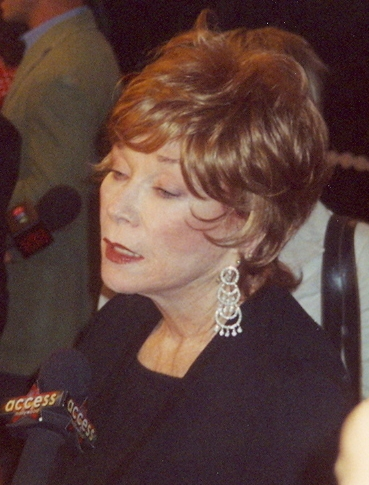
Shirley MacLaine 2005-ben

1934. április 24-én született Ira O'Beatty és Kathlyn MacLean gyermekeként.
Főiskolai tanulmányait a Lee Főiskolán végezte, Washingtonban.
Kétéves korától táncol és énekel. 1953-1954 között a New York-i Majestic Theatre kóristája, majd táncosnője volt. 1955-től szerepel filmekben. Első filmje a Bajok Harryvel volt. 1956-1957 között a Broadwayon játszott. 1968 óta Hollywoodban él. 1971-1972 között televíziós színészként dolgozott. 1972-ben részt vett George McGovern elnökjelölt választási kampányában. 1984-ben a Becéző szavak című filmben nyújtott alakításáért megkapta a legjobb női főszereplőnek járó Oscar-díjat.

## Magánélete
1954-1982 között Steve Parker producer volt a férje.
1994-ben, 60 évesen végigjárta a 800 km-es Szent Jakab zarándokutat. Útjáról könyvet is írt, mely magyarul Camino címmel jelent meg.

## Filmográfia

### Film
| Év   | Magyar cím                      | Eredeti cím                               | Szerep                                                               | Magyar hang        | Rendező              |
| ---- | ------------------------------- | ----------------------------------------- | -------------------------------------------------------------------- | ------------------ | -------------------- |
| 1955 | Bajok Harryvel                  | The Trouble with Harry                    | Jennifer Rogers                                                      | Gubás Gabi         | Alfred Hitchcock     |
| 1955 | Művészpánik                     | Artists and Models                        | Bessie Sparrowbrush                                                  | Németh Borbála     | Frank Tashlin        |
| 1956 | 80 nap alatt a Föld körül       | Around the World in 80 Days               | Aouda hercegnő                                                       | Balogh Emese       | Michael Anderson     |
| 1956 | 80 nap alatt a Föld körül       | Around the World in 80 Days               | Aouda hercegnő                                                       | Kováts Adél        | Michael Anderson     |
| 1958 | Rohanva jöttek                  | Some Came Running                         | Ginnie Moorehead                                                     | Solecki Janka      | Vincente Minnelli    |
| 1958 | A birkaember                    | The Sheepman                              | Dell Payton                                                          |                    | George Marshall      |
| 1958 | Kánikula                        | Hot Spell                                 | Virginia Duval                                                       |                    | Daniel Mann          |
| 1958 | Házasságszerző                  | The Matchmaker                            | Irene Molloy                                                         |                    | Joseph Anthony       |
| 1959 | Kérd bármelyik lányt            | Ask Any Girl                              | Meg Wheeler                                                          |                    | Charles Walters      |
| 1959 | Karrier                         | Carrier                                   | Sharon Kensington                                                    |                    | Joseph Anthony       |
| 1960 | A dicső tizenegy                | Ocean's 11                                | becsípett lány                                                       | Dögei Éva          | Lewis Milestone      |
| 1960 | Kánkán                          | Can-Can                                   | Simone Pistache                                                      | Almási Éva         | Walter Lang          |
| 1960 | Legénylakás                     | The Apartment                             | Fran Kubelik                                                         | Pálos Zsuzsa       | Billy Wilder         |
| 1960 | Legénylakás                     | The Apartment                             | Fran Kubelik                                                         | Vándor Éva         | Billy Wilder         |
| 1960 | Legénylakás                     | The Apartment                             | Fran Kubelik                                                         | Zborovszky Andrea  | Billy Wilder         |
| 1961 | A gyerekek órája                | The Children's Hour                       | Martha Dobie                                                         | Udvaros Dorottya   | William Wyler        |
| 1961 | A gyerekek órája                | The Children's Hour                       | Martha Dobie                                                         | Györgyi Anna       | William Wyler        |
| 1961 | A gyerekek órája                | The Children's Hour                       | Martha Dobie                                                         | Létay Dóra         | William Wyler        |
| 1961 | A gyerekek órája                | The Children's Hour                       | Martha Dobie                                                         | Zsigmond Tamara    | William Wyler        |
| 1961 | Jövedelmező éjszaka             | All in a Night's Work                     | Katie Robbins                                                        | Simorjay Emese     | Joseph Anthony       |
| 1961 | Két szerelem                    | Two Loves                                 | Anna Vorontosov                                                      |                    | Charles Walters (2)  |
| 1962 | Ketten a hintán                 | Two for the Seesaw                        | Gittel Mosca                                                         | Pápai Erika        | Robert Wise          |
| 1962 | Ketten a hintán                 | Two for the Seesaw                        | Gittel Mosca                                                         | Götz Anna          | Robert Wise          |
| 1962 | Az én kis Gésám                 | My Geisha                                 | Lucy Dell / Yoko Mori                                                |                    | Jack Cardiff         |
| 1963 | Irma, te édes                   | Irma la Douce                             | Irma la Douce                                                        | Várhegyi Teréz     | Billy Wilder (2)     |
| 1963 | Irma, te édes                   | Irma la Douce                             | Irma la Douce                                                        | Udvaros Dorottya   | Billy Wilder (2)     |
| 1963 | Irma, te édes                   | Irma la Douce                             | Irma la Douce                                                        | Zborovszky Andrea  | Billy Wilder (2)     |
| 1963 | Irma, te édes                   | Irma la Douce                             | Irma la Douce                                                        | Kovács Patrícia    | Billy Wilder (2)     |
| 1964 | A sárga Rolls-Royce             | The Yellow Rolls-Royce                    | Mae Jenkins                                                          | Tóth Enikő         | Anthony Asquith      |
| 1964 | Melyik úton járjak?             | What a Way to Go!                         | Louisa May Foster                                                    | Csűrös Karola      | J. Lee Thompson      |
| 1964 | Melyik úton járjak?             | What a Way to Go!                         | Louisa May Foster                                                    | Udvaros Dorottya   | J. Lee Thompson      |
| 1965 | John Goldfarb kérlek gyere haza | John Goldfarb, Please Come Home!          | Jenny Erichson                                                       |                    | J. Lee Thompson (2)  |
| 1966 | A gyalogáldozat                 | Gambit                                    | Nicole Chang                                                         | Balázs Ági         | Ronald Neame         |
| 1967 | A nő hétszer                    | Woman Times Seven                         | Paulette / Maria Teresa / Linda / Edith / Eve Minou / Marie / Jeanne | Kovács Zsuzsa      | Vittorio De Sica     |
| 1968 | Férfi a padláson                | The Bliss of Mrs. Blossom                 | Harriet Blossom                                                      | Vándor Éva         | Joseph McGrath       |
| 1969 | Édes Charity                    | Sweet Charity                             | Charity Hope Valentine                                               | Halász Judit       | Bob Fosse            |
| 1969 | Édes Charity                    | Sweet Charity                             | Charity Hope Valentine                                               | Orosz Helga        | Bob Fosse            |
| 1969 | Édes Charity                    | Sweet Charity                             | Charity Hope Valentine                                               | Liptai Claudia     | Bob Fosse            |
| 1970 | Két öszvér Sára nővérnek        | Two Mules for Sister Sara                 | Sara                                                                 | Udvaros Dorottya   | Don Siegel           |
| 1970 | Két öszvér Sára nővérnek        | Two Mules for Sister Sara                 | Sara                                                                 | Kiss Erika         | Don Siegel           |
| 1971 | Hova tűnt szép napok            | Desperate Characters                      | Sophie Bentwood                                                      |                    | Frank D. Gilroy      |
| 1972 | Az ördög hatalma                | The Possession of Joel Delaney            | Norah Benson                                                         | Kútvölgyi Erzsébet | Waris Hussein        |
| 1975 | Az ég másik része – Kínai napló | The Other Half of the Sky: A China Memoir | önmaga                                                               |                    | Shirley MacLaine     |
| 1975 | Az ég másik része – Kínai napló | The Other Half of the Sky: A China Memoir | önmaga                                                               | Claudia Weill      |                      |
| 1977 | Fordulópont                     | The Turning Point                         | Deedee Rodgers                                                       |                    | Herbert Ross         |
| 1979 | Isten hozta, Mister!            | Being There                               | Eve Rand                                                             | Bánsági Ildikó     | Hal Ashby            |
| 1980 |                                 | A Change of Seasons                       | Karyn Evans                                                          |                    | Richard Lang         |
| 1980 |                                 | Loving Couples                            | Evelyn                                                               |                    | Jack Smight          |
| 1981 |                                 | Sois belle et tais-toi                    | önmaga                                                               |                    | Delphine Seyrig      |
| 1983 | Becéző szavak                   | Terms of Endearment                       | Aurora Greenway                                                      | Bodnár Erika       | James L. Brooks      |
| 1983 | Becéző szavak                   | Terms of Endearment                       | Aurora Greenway                                                      | Udvaros Dorottya   | James L. Brooks      |
| 1984 | Ágyúgolyófutam 2.               | Cannonball Run II                         | Veronica                                                             | Borbás Gabi        | Hal Needham          |
| 1988 | Madame Sousatzka                | Madame Sousatzka                          | Madame Yuvline Sousatzka                                             |                    | John Schlesinger     |
| 1989 | Acélmagnóliák                   | Steel Magnolias                           | Louisa "Ouiser" Boudreaux                                            | Földi Teri         | Herbert Ross         |
| 1990 | Képeslapok a szakadékból        | Postcards from the Edge                   | Doris Mann                                                           | Moór Marianna      | Mike Nichols         |
| 1990 | Égi jel                         | Waiting for the Light                     | Zena néni                                                            | Andai Györgyi      | Christopher Monger   |
| 1990 | Égi jel                         | Waiting for the Light                     | Zena néni                                                            | Kocsis Judit       | Christopher Monger   |
| 1991 | Tranzit a mindenhatóhoz         | Defending Your Life                       | önmaga                                                               |                    | Albert Brooks        |
| 1992 | Lestrapált emberek              | Used People                               | Pearl Berman                                                         | Udvaros Dorottya   | Beeban Kidron        |
| 1993 | Hemingway és én                 | Wrestling Ernest Hemingway                | Helen Cooney                                                         | Hámori Ildikó      | Randa Haines         |
| 1994 | Az öreg hölgy és a testőr       | Guarding Tess                             | Tess Carlisle                                                        | Hámori Ildikó      | Hugh Wilson          |
| 1996 | Esthajnalcsillag                | The Evening Star                          | Aurora Greenway                                                      | Földi Teri         | Robert Harling       |
| 1996 | Árnyékfeleség                   | Mrs. Winterbourne                         | Grace Winterbourne                                                   | Andai Györgyi      | Richard Benjamin     |
| 1997 | Szemünk fénye akció             | A Smile Like Yours                        | Martha                                                               | Hámori Ildikó      | Keith Samples        |
| 1999 |                                 | Get Bruce                                 | önmaga                                                               |                    | Andrew J. Kuehn      |
| 2000 | Ruha teszi                      | Bruno                                     | Helen                                                                | Borbás Gabi        | Shirley MacLaine     |
| 2003 | Carolina                        | Carolina                                  | Millicent Mirabeau                                                   |                    | Marleen Gorris       |
| 2005 | Azt beszélik                    | Rumor Has It...                           | Katharine Richelieu                                                  | Szabó Éva          | Rob Reiner           |
| 2005 | Földre szállt boszorkány        | Bewitched                                 | Iris Smythson/Endora                                                 | Almási Éva         | Nora Ephron          |
| 2005 | Egy cipőben                     | In Her Shoes                              | Ella Hirsch                                                          | Hámori Ildikó      | Curtis Hanson        |
| 2007 | A szerelem gyűrűje              | Closing the Ring                          | Ethel Ann Harris                                                     | Borbás Gabi        | Richard Attenborough |
| 2010 | Valentin nap                    | Valentine's Day                           | Estelle Paddington                                                   | Bánsági Ildikó     | Garry Marshall       |
| 2011 | Börni, az eszelős temetős       | Bernie                                    | Marjorie Nugent                                                      | Halász Aranka      | Richard Linklater    |
| 2013 | Walter Mitty titkos élete       | The Secret Life of Walter Mitty           | Edna Mitty                                                           | Bánsági Ildikó     | Ben Stiller          |
| 2014 | Elsa és Fred                    | Elsa & Fred                               | Elsa Hayes                                                           |                    | Michael Radford      |
| 2016 |                                 | Wild Oats                                 | Eva                                                                  |                    | Andy Tennant         |
| 2017 | Az utolsó szó                   | The Last Word                             | Harriett Lauler                                                      | Szabó Éva          | Mark Pellington      |
| 2018 | A kis hableány                  | The Little Mermaid                        | Eloise                                                               |                    | Blake Harris         |
| 2018 | A kis hableány                  | The Little Mermaid                        | Eloise                                                               | Chris Bouchard     |                      |
| 2019 |                                 | Jim Button and Luke the Engine Driver     | Mrs. Grindtooth hangja                                               |                    | Dennis Gansel        |
| 2019 | Noelle: A Télapó lánya          | Noelle                                    | Polly manó                                                           | Halász Aranka      | Marc Lawrence        |
| 2022 | Álmom egy otthon                | American Dreamer                          | Astrid Fanelli                                                       | Szabó Éva          | Paul Dektor          |

### Televízió
| Év        | Magyar cím                              | Eredeti cím                                             | Szerep                       | Megjegyzések                                                             |
| --------- | --------------------------------------- | ------------------------------------------------------- | ---------------------------- | ------------------------------------------------------------------------ |
| 1955      |                                         | Shower of Stars                                         | önmaga                       | 2 epizód                                                                 |
| 1971–1972 | Shirley, a riporter                     | Shirley's World                                         | Shirley Logan                | 17 epizód                                                                |
| 1976      |                                         | Gypsy in my Soul                                        | önmaga                       | különkiadás                                                              |
| 1977      |                                         | The Shirley MacLaine Special: Where Do We Go From Here? | önmaga                       | különkiadás                                                              |
| 1979      |                                         | Shirley MacLaine at the Lido                            | önmaga                       | különkiadás                                                              |
| 1987      | Ég és föld között (Találd meg önmagad!) | Out on a Limb                                           | önmaga                       | - kétrészes tévéfilm - magyar hangja: - Moór Marianna - Udvaros Dorottya |
| 1995      | West Side-i keringő                     | The West Side Waltz                                     | Margaret Mary Elderdice      | tévéfilm                                                                 |
| 1998      |                                         | Stories from My Childhood                               | narrátor                     | 1 epizód                                                                 |
| 1999      | Szent Johanna                           | Joan of Arc                                             | Madame de Beaurevoir         | - minisorozat (2 epizód) - magyar hangja: - Menszátor Magdolna           |
| 2001      | Öreg díva, nem vén díva                 | These Old Broads                                        | Kate Westbourne              | - tévéfilm - magyar hangja: - Udvaros Dorottya                           |
| 2002      | A salemi boszorkányper                  | Salem Witch Trials                                      | Rebecca Nurse                | - tévéfilm - magyar hangja: - Bessenyei Emma                             |
| 2002      | Sminkháború: Mary Kay története         | Hell on Heels: The Battle of Mary Kay                   | Mary Kay                     | tévéfilm                                                                 |
| 2008      | Coco Chanel                             | Coco Chanel                                             | Coco Chanel                  | tévéfilm                                                                 |
| 2008      | Anna – Az új kezdet                     | Anne of Green Gables: A New Beginning                   | Amelia Thomas                | - tévéfilm - magyar hangja: - Tóth Judit                                 |
| 2012–2013 | Downton Abbey                           | Downton Abbey                                           | Martha Levinson              | 3 epizód                                                                 |
| 2014      | Glee – Sztárok leszünk!                 | Glee                                                    | June Dolloway                | 2 epizód                                                                 |
| 2016      |                                         | A Heavenly Christmas                                    | Pearl                        | tévéfilm                                                                 |
| 2022      | Gyilkos a házban                        | Only Murders in the Building                            | Leonora Folger / Rose Cooper | 2 epizód                                                                 |

## Művei
- Don't Fall Off the Mountain (önéletrajz, 1971)
- The New Celebrity Cookbook (1973)
- You Can Get There From Here (1975)
- Out on a Limb (1983, magyarul: Találd meg önmagad, 1994)
- Dancing in the Light (1985, magyarul: Tánc a fényben, 2003)
- It's All in the Playing (1987)
- Going Within (1989, magyarul: Benső útjaimon, 1995)
- Dance While You Can (1991)
- My Lucky Stars (1995)
- The Camino: A Journey of the Spirit (2000, magyarul: Camino: A lélek utazása, 2002)

### Magyarul
- Találd meg önmagad. Élj harmóniában belső éneddel!; ford. Fencsik Flóra; Édesvíz, Bp., 1993, 2007 (New age), az Out on a limb c. könyvének fordítása, amelyből 1987-ben azonos címmel film készült Shirley MacLaine főszereplésével (magyarul: Ég és föld között/Találd meg önmagad!)
- Benső útjaimon. Önmagaddal kezdd, de ne önmagaddal végezd; ford. Egyed Ilona; Édesvíz, Bp., 1995 (New age)
- Játék az élet. Minden ébredéskor egy újabb nap valóságát hívom életre; ford. Téli Márta; Édesvíz, Bp., 1996 (New age)
- Camino. A lélek utazása; ford. Módos Magdolna; Édesvíz, Bp., 2002
- Tánc a fényben; ford. Módos Magdolna; Édesvíz, Bp., 2003
- Nincs lehetetlen. Fedezd fel magadnak a világot!; ford. Módos Magdolna; Édesvíz, Bp., 2004
- Póráz nélkül. A világ egy kutya szemével; ford. Módos Magdolna; Édesvíz, Bp., 2004
- Benső útjaimon; ford. Egyed Ilona; 2. jav. kiad.; Édesvíz, Bp., 2015

## Díjai
- A berlini fesztivál legjobb női alakítás díja (1959, 1971)
- Volpi Kupa (1960)
- BAFTA-díj (1960, 1961)
- David di Donatello-díj (1964, 1984)
- Emmy-díj (1976)
- Oscar-díj a legjobb női főszereplőnek (1983) Becéző szavak
- Golden Globe-díj (1955, 1959, 1961, 1964, 1984, 1989)
- Cecil B. DeMille-életműdíj (1998)
- berlini Arany Medve-életműdíj (1999)